# Élection présidentielle américaine de 1960 au Delaware
 (octobre 2023).
L'élection présidentielle américaine de 1960 au Delaware a lieu le 8 novembre 1960 comme dans les 49 autres États qui composent les États-Unis. Les électeurs delawariens choisissent des grands électeurs pour les représenter dans le collège électoral à travers un vote populaire. Le Delaware dispose en 1960 de 3 grands électeurs. L'État donne l'ensemble de ses grands électeurs au candidat du Parti démocrate, le sénateur des États-Unis pour le Massachusetts John Fitzgerald Kennedy. 
Le candidat vainqueur de ce scrutin dans tout le pays sera également Kennedy, qui occupera la présidence des États-Unis du 20 janvier 1961 à son assassinat le 22 novembre 1963.    